# Чоп-Перевалочна
Чоп-Перевалочна — пасажирський зупинний пункт Ужгородської дирекції Львівської залізниці.
Розташований у місті Чоп Ужгородського району Закарпатської області між зупинним пунктом Мінеральне та станцією Чоп-Пасажирський.